# Anolis tetarii
Anolis tetarii este o specie de șopârle din genul Anolis, familia Polychrotidae, descrisă de Barros, Williams și Viloria 1996. Conform Catalogue of Life specia Anolis tetarii nu are subspecii cunoscute.